# 共漏极
在电子学中，共漏极（英語：common-drain）放大器电路，是场效应管（field effect transistor (FET)）三种基本接法之一（另外两种分别是共源极和共栅极），常被用作电压跟随器。这种电路的栅极被用作输入端，源极充当输出端，而漏极作为公共端，电路因此得名。
辨識一個場效電晶體放大器電路是共源極、共閘極還是共汲極的簡易方法為，檢查訊號輸入和輸出的通路，剩餘的那一端即為「公共端」。

基本N通道共汲極電路。

在双极性晶体管中，类似的概念称作共集极。